# 565
565 (DLXV) fue un año común comenzado en jueves del calendario juliano, en vigor en aquella fecha.

## Acontecimientos
- 11 de enero: Sublevación contra el emperador oriental Justiniano I.
- 4 de mayo:[1] Ascenso al trono de K'inich K'an Joy Chitam II (Chaacal II) en la ciudad de maya de Palenque.
- Juan II es nombrado patriarca de Constantinopla.
- Justino II se convierte en emperador del Imperio bizantino.
- Bayan I sube al trono del Kaganato ávaro.
- Primer legendario avistamiento del monstruo del lago Ness por Columba, descrito en la Vita Columbae, de Adomnán; según esta narración Columba habría ayudado a una persona atacada por el monstruo.

## Fallecimientos
- 13 de noviembre: Justiniano I, emperador del Imperio bizantino.
- Belisario, militar bizantino.